# Дриженко, Александр Кириллович
Александр Кириллович Дриженко (? — после 1919) — контр-адмирал, начальник Николаевского торгового порта. Брат генерала Корпуса гидрографов Фёдора Кирилловича Дриженко.

## Биография
Александр Кириллович родился в Екатеринославе в дворянской семье. Отец — Кирилл Александрович Дриженко, секретарь Дворянского депутатского собрания, титулярный советник. Мать — Софья Ксенофонтовна Дриженко, урождённая Христофорова. В семье, кроме Александра, было ещё пять сыновей.
Воспитывался в Морском училище. 1 мая 1876 году произведен в гардемарины.
В 1901 году инспектор Мореходных классов в Ростове-на Дону. Под его руководством учился Георгий Седов.
В 1901 — председатель ревизионной комиссии Черноморского флота. В 1903 году флаг-капитан штаба Черноморской флотской дивизии. В 1905 — командир 29-го экипажа и эскадренного броненосца «Екатерина II». 17 апреля 1905 года награжден орденом Св. Анны II степени. В 1906 — контр-адмирал. В 1913 — январе 1918 года — начальник Николаевского торгового порта и председатель Присутствия по портовым делам, действительный статский советник.
Эмигрировал в 1918 году.

## Изменение фамилии
По семейному преданию, предки были запорожцами и их фамилия произошла от фамилии куренного атамана Дриж-Турского (или Дриго-Турского). За отличие в одной из турецких войн атаман был прозван Турским и получил дворянство. Впоследствии прибавление к фамилии было утрачено, видимо по причине того, что не всегда отражалось в документах.
До 1917 года Александр Кириллович и члены его семьи носили фамилию Дриженко. После 1917 года, в эмиграции его жена и дети использовали фамилию Дриженко-Турские.

## Семья
- Жена — Дриженко-Турская (ур. Потоцкая) Мария Петровна. Вдова контр-адмирала. В эмиграции в Югославии. Ум. 29 сен. 1935 в Загребе[1]
- Сын — мичман Борис Александрович Дриженко погиб при постановке минных заграждений во время русско-японской войны.
- Сын — Дриженко-Турский Михаил Александрович (ок.1890 — 30 июля/12 августа 1925). Есаул Кубанского казачьего войска, позже — штабс-капитан. В Добровольческой армии. Участник 1-го Кубанского («Ледяного») похода. Капитан. В эмиграции в Югославии. Ум. 12 авг. 1925 в Белграде. Жена и еще 2 члена семьи (эвакуированы 22 фев. 1920 из Новороссийска в Александрию на корабле «Саратов»). Похоронен на Новом кладбище в Белграде[1].
- Дочь — Дриженко-Турская Татьяна Александровна, р. 1894. Одесские ВЖК. В эмиграции, к 1922 член Союза русских студентов в Египте[1]
- Дочь — Дриженко-Турская Ксения Александровна, р. 1900. 1-я Николаевская гимназия. В эмиграции, к 1922 член Союза русских студентов в Египте[1]

## Адреса
- В Николаеве проживал по ул. Большая Морская, дом 1.